# Pluvault
Pluvault era una comuna francesa que estaba situada en el departamento de Côte-d'Or, de la región de Borgoña-Franco Condado que el 1 de enero de 2019 pasó a formar parte de la comuna nueva de Longeault-Pluvault como comuna delegada.

## Historia
En 1818 absorbe la comuna de Longeault y en 1844 dicha comuna fue reconstituida a partir de sus antiguos territorios.

## Demografía
| Gráfica de evolución demográfica de Pluvault entre 1800 y 2016 |
|                                                                |

Los datos demográficos contemplados en este gráfico de la comuna de Pluvault se han cogido de 1800 a 1999 de la página francesa EHESS/Cassini, y los demás datos de la página del INSEE.